# Europolis (companie)
Europolis este un fond de investiții în imobiliare din Austria, fostă divizie de investiții a băncii austriece Volksbank.
În iunie 2010, Europolis a fost cumpărat, pentru 272 milioane de euro, de grupul CA Immobilien Anlagen, al doilea mare dezvoltator imobiliar din Austria.
Europolis deține 45 de proprietăți și proiecte în Cehia, Ungaria, Polonia, România, Slovacia, Croația, Rusia și Ucraina, cu o valoare de piață de peste 1,5 miliarde de euro.
În România, compania deține clădirile de birouri Europe House (14.500 mp, achiziționată în 2003) și Riverplace (46.800 mp) și un parc logistic, Europolis Park Bucharest (300.000 mp, achiziționat în 2005).
În anul 2006, Europolis a cumpărat de la firma River Invest două clădiri de birouri de clasă A, cu o suprafață cumulată de 50.000 de metri pătrați, din complexul imobiliar Sema Parc din București, valoarea tranzacției fiind de peste 100 milioane euro.